# Région de Trenčín
La région de Trenčín (en slovaque : Trenčiansky kraj) est une région administrative et (depuis le 19 décembre 2001) une collectivité territoriale de Slovaquie dont la capitale est Trenčín.

## Géographie
La région est montagneuse, se situant sur le versant méridional des Carpates occidentales. Elle est arrosée par la rivière Váh.

## Histoire
De 1960 à 1990, elle faisait partie de la région de Slovaquie occidentale (Západoslovenský kraj).

## Démographie

### Évolution de la population
| Année:               | 1994.   | 2004.   | 2014.   | 2024.   |
| -------------------- | ------- | ------- | ------- | ------- |
| Nombre de personnes: | 608 990 | 601 392 | 591 233 | 565 572 |
| Différence:          |         | -1,24 % | -1,68 % | -4,34 % |

| Année:               | 2023.   | 2024.   |
| -------------------- | ------- | ------- |
| Nombre de personnes: | 568 102 | 565 572 |
| Différence:          |         | -0,44 % |

## Subdivisions

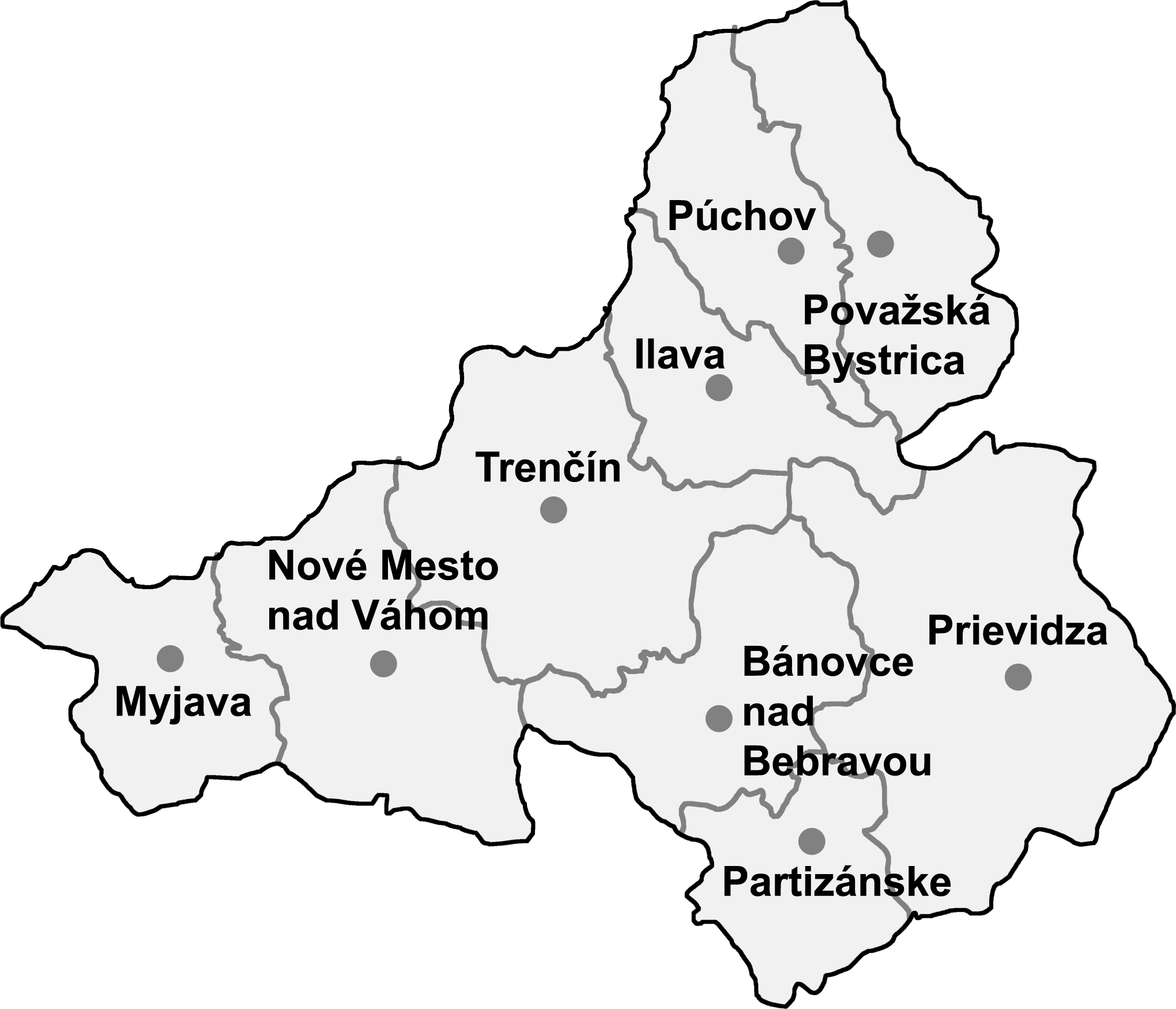

La région de Trenčín est subdivisée en neuf districts :
- district de Bánovce nad Bebravou,
- district de Ilava,
- district de Myjava,
- district de Nové Mesto nad Váhom,
- district de Partizánske,
- district de Považská Bystrica,
- district de Prievidza,
- district de Púchov,
- district de Trenčín.

### Villes
La région de Trenčín compte 274 communes dont 18 villes. Elle est relativement urbanisée puisque 56 % de sa population vit dans une de ces villes.
| - Bánovce nad Bebravou - Bojnice - Brezová pod Bradlom - Dubnica nad Váhom - Handlová - Ilava | - Myjava - Nemšová - Nová Dubnica - Nováky - Nové Mesto nad Váhom - Partizánske | - Považská Bystrica - Prievidza - Púchov - Stará Turá - Trenčín - Trenčianske Teplice |